# Matija Cerovac
Matija Cerovac, slovenski inženir rudarstva, * 16. december 1911, Trst, † 30. junij 1974, Ljubljana.
Po diplomi 1939 na rudarskem oddelku ljubljanske Tehniške fakultete je služboval v Mostarju, Drvarju in Kreki (Bosna). V letih 1941–1944 je bil zaposlen v premogovniku Trbovlje. Potem je odšel v partizane, bil zajet in odpeljan v taborišče Dachau. Po osvoboditvi je delal v premogovniku Trbovlje (1945–1947), v rudniku rjavega premoga Senovo (1947–1951) ter kot glavni inženir in direktor podjetja za proizvodnjo nafte v Lendavi (1951–1958). Do 1974 je bil rudarski inšpektor Socialistične republike Slovenije.
Cerovac je bil strokovnjak za jamsko pridobivanje premoga, za geološka vprašanja v rudnikih, za odkopne postopke v slojiščih premoga in tudi v rudnikih kovin in nekovin ter za pridobivanje nafte in zemeljskega plina. Kot vodstveni delavec si je vseskozi prizadeval za izboljševanje varstva pri delu v rudarstvu in za uvajanje mehanizacije v jamsko rudarjenje. 